# Pristiterebra
Pristiterebra é um gênero de gastrópodes pertencente a família Terebridae.

## Espécies
- Pristiterebra bifrons (Hinds, 1844)[2]
- Pristiterebra frausseni Poppe, Tagaro & Terryn, 2009[3]
- Pristiterebra miranda (E.A. Smith, 1873)[4]
- Pristiterebra pustulosa (E.A. Smith, 1879)[5]
- †Pristiterebra tsuboiana (Yokoyama, 1922)
- Pristiterebra tuberculosa (Hinds, 1844)[6]

Espécies trazidas para a sinonímia
- Pristiterebra glauca (Hinds, 1844):[7] sinônimo de Neoterebra glauca (Hinds, 1844)
- Pristiterebra macleani (Bratcher, 1988):[8] sinônimo de Partecosta macleani (Bratcher, 1988)
- Pristiterebra milelinae (Aubry, 1999):[9] sinônimo de Terebra bellanodosa Grabau & S. G. King, 1928
- Pristiterebra petiveriana (Deshayes, 1857):[10] sinônimo de Neoterebra petiveriana (Deshayes, 1857)